# Грот, Шанталь
Шанталь Грот (нидерл. Chantal Groot, род. 19 октября 1982) — голландская спортсменка, пловчиха, призёр Летних Олимпийских игр 2000 и 2004 годов. Грот установила 5 национальных голландских рекордов времени в разных дисциплинах.

## Биография
Шанталь Грот родилась 19 октября 1982 года в городе Амстердам, провинция Северная Голландия. Профессиональную карьеру пловчихи начала с 2004 года. На данный момент тренируется в клубе «De Dolfijn», Амстердам сменив до этого ряд клубов: AZ 1870, AZ&PC, de Dolfijn, de Meerkoeten, de Otters и X-lence Swimteam.
Олимпийский дебют Грот состоялся в 18 лет участием на Летних Олимпийских играх 2000 года в Сиднее. Она принимала участие в составе голландской команды в эстафете 4×100 м вольным стилем. С результатом 3:39.83 они заняли второе место, уступили первенство соперницам из США (3:36.61).
Следующие участие Грот на Летних Олимпийских играх состоялось в 2004 году в Афинах. Бронзовая медаль была добыта на дистанции 4×100 м вольным стилем вместе с Инге де Брюин, Инге Деккер и Марлен Велдхёйс.
Грот принадлежат национальные голландские рекорды времени в следующих дисциплинах:
- эстафета 4×50 м вольным стилем, 1:39:15, Эйндховен — 27.05.2005;
- эстафета 4×50 м комбинированная, 1:51:38, Эйндховен — 21.04.2006:
- эстафета 4×100 м вольным стилем, 3:46:10, Амстердам — 01.06.2007:
- эстафета 4×200 м вольным стилем, 8:12:74, Амстердам — 03.06.2007:
- эстафета 4×100 м комбинированная, 4:08:01, Эйндховен — 13.06.2009[4].